# Zimní stadión Štvanice
Zimní stadión Štvanice byl první stadión s umělou ledovou plochou na území Československa. Stával na ostrově Štvanice, tedy v širším centru Prahy. V tomto stadionu poprvé v roce 1947 vyhrál československý národní tým Mistrovství světa v ledním hokeji. V roce 2000 byl prohlášen kulturní památkou. V květnu 2011 byl pro havarijní stav zbořen.

## Historie

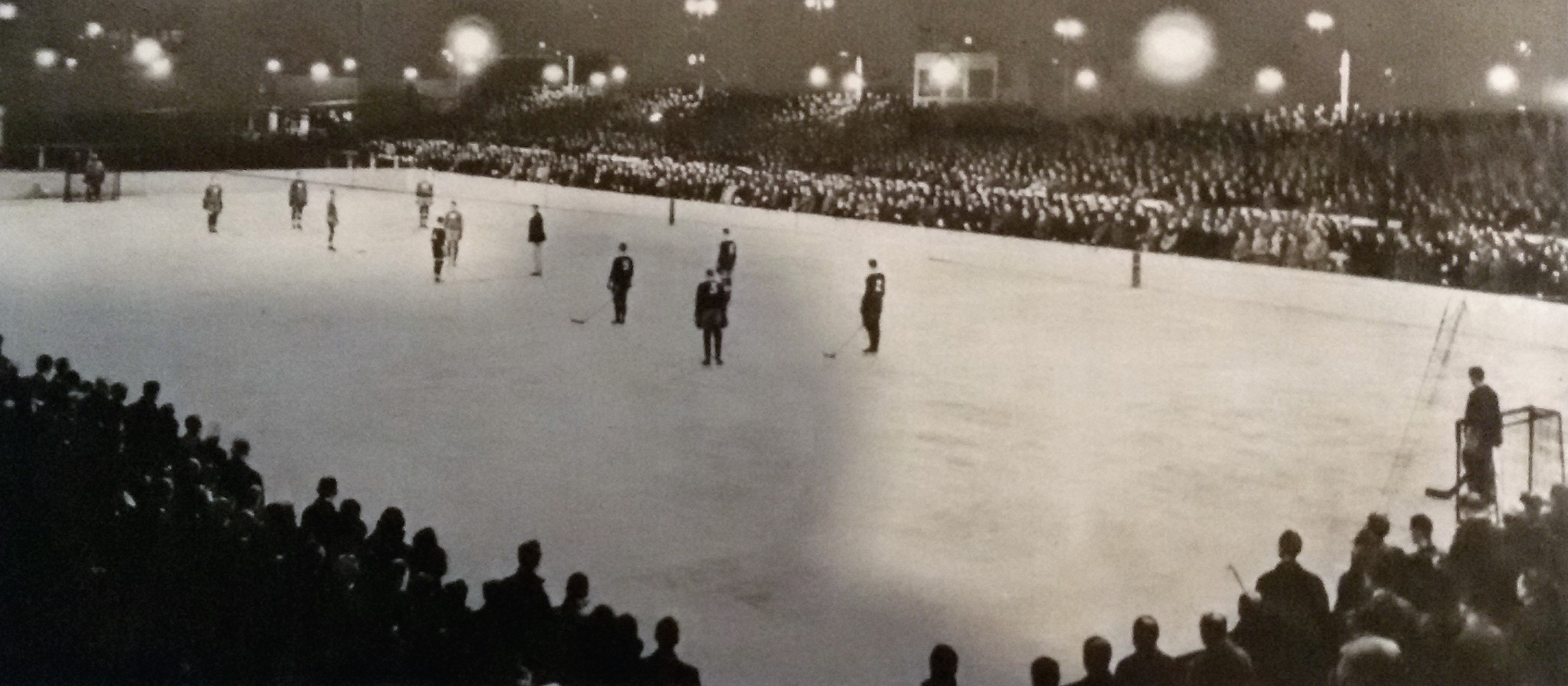
Zimní stadion Štvanice, zahajovací utkání ČSR-Francie, 1932

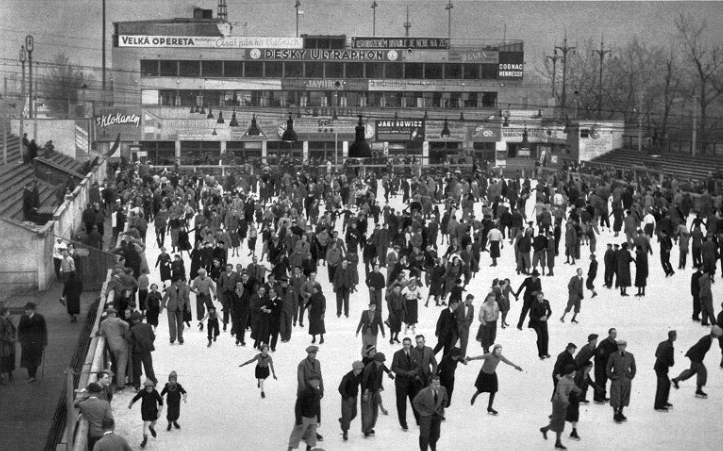
Zimní stadion Štvanice (1937)

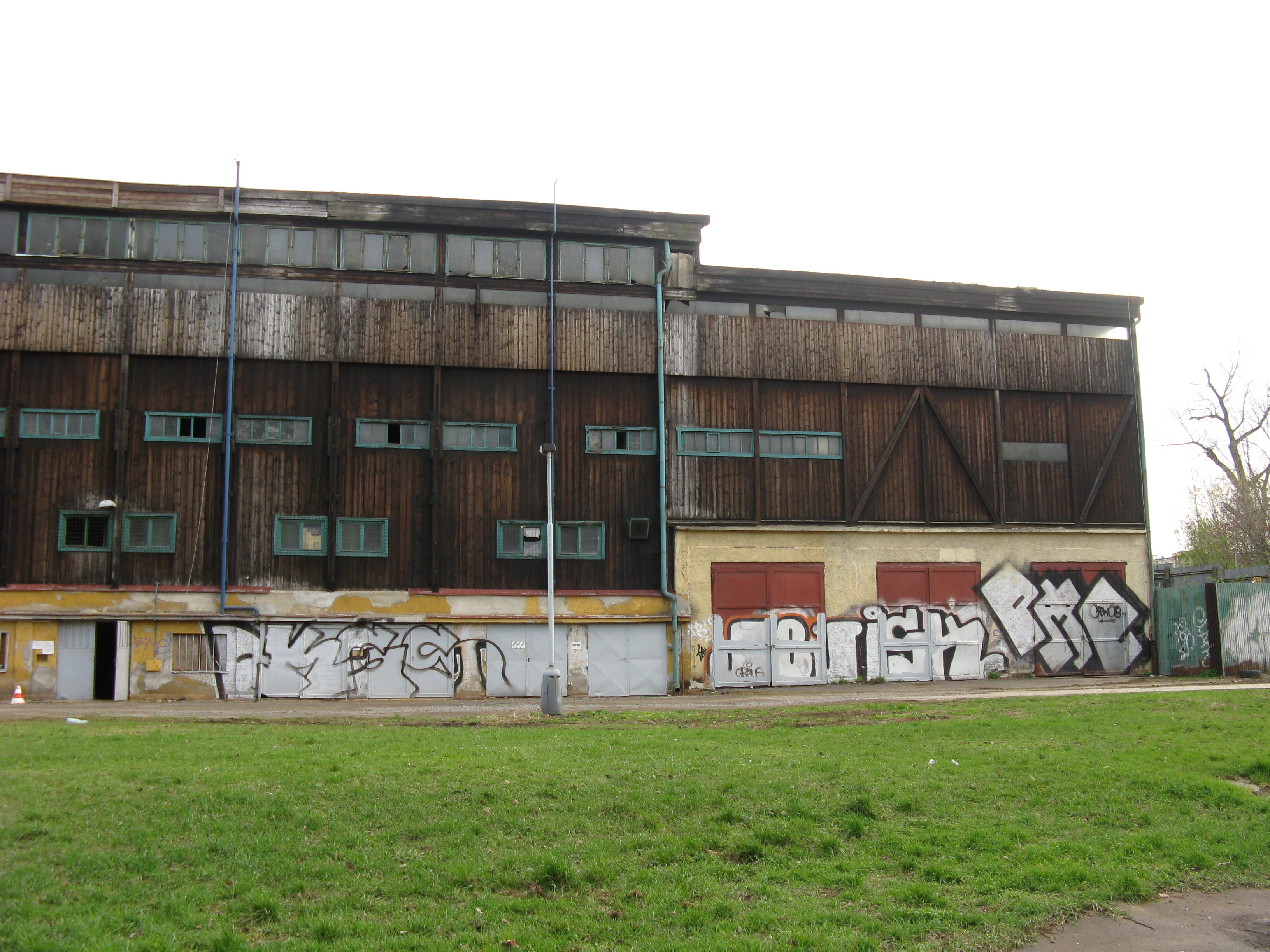
Zimní stadión Štvanice (2011)

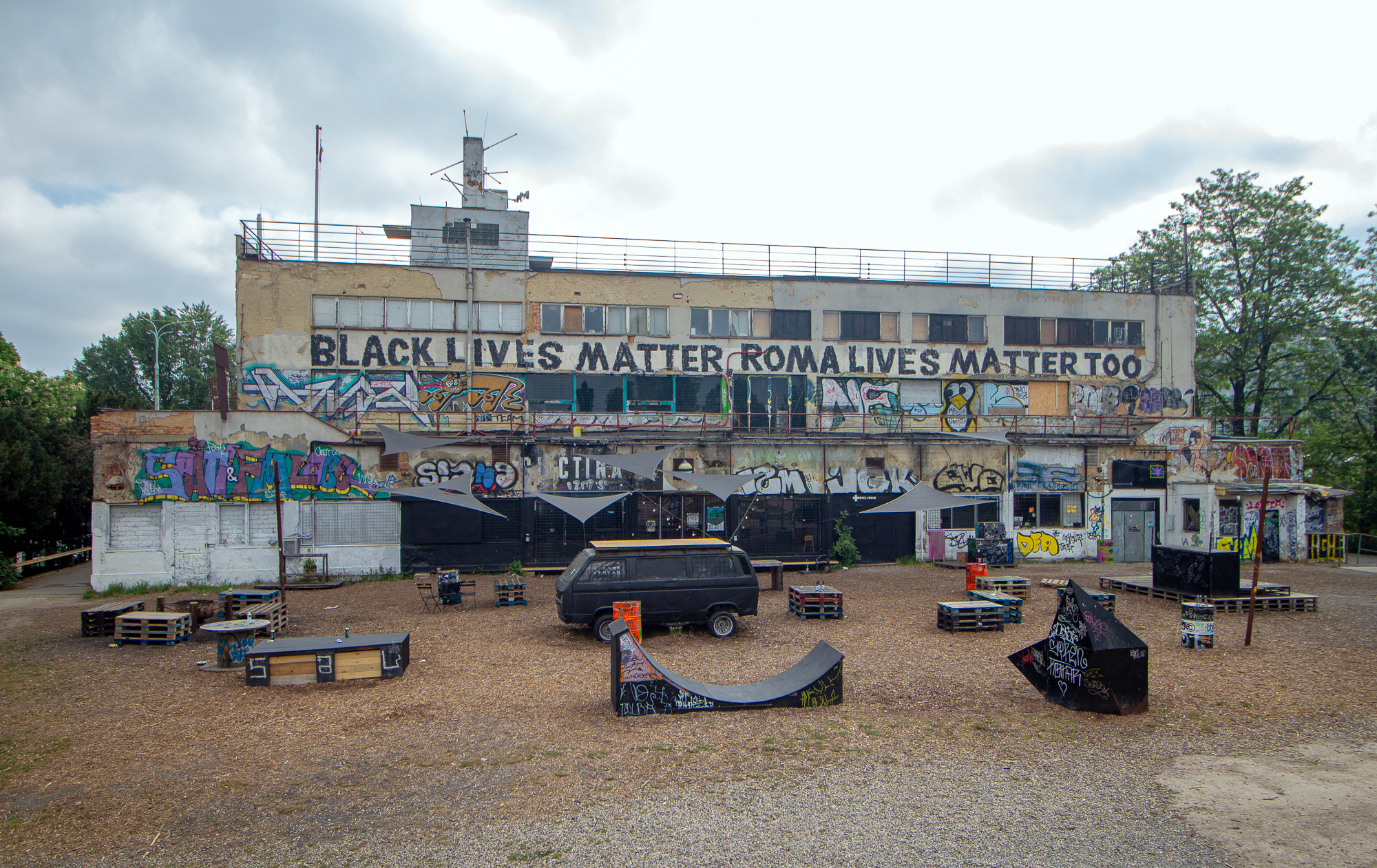
Skatepark v místě někdejší ledové plochy (2024)

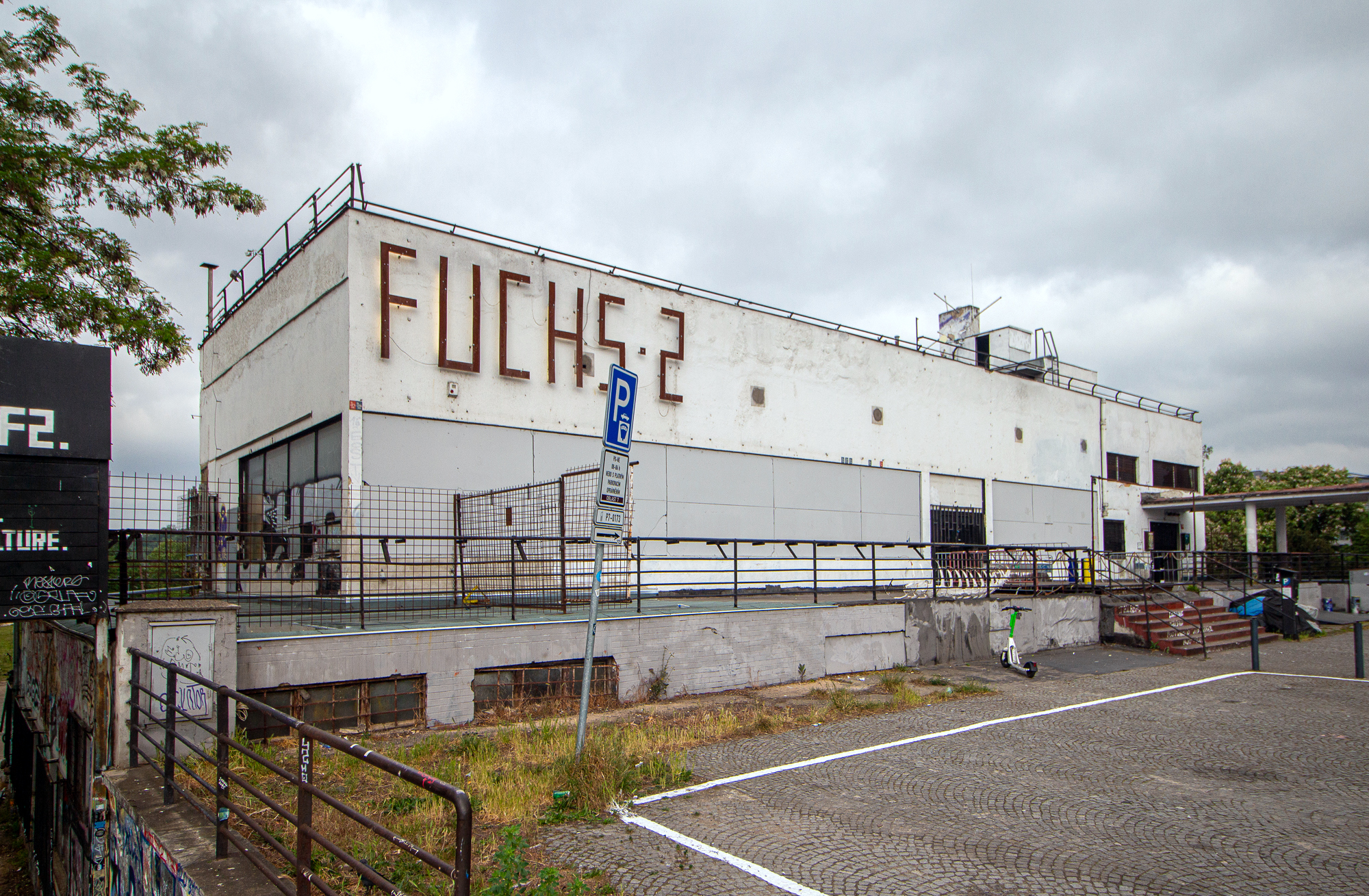
Zimní stadión Štvanice v roce 2024

Týmy hokejové reprezentace Čech a nástupnické československé hokejové reprezentace v ledním hokeji musely nejprve získat pět titulů mistra Evropy, než se hráči dočkali prvního stadiónu s umělou ledovou plochou, což v Evropě nemělo obdoby. Rada hlavního města Prahy rozhodla o přidělení pozemku ke stavbě na ostrově Štvanici Pražským vzorkovým veletrhům 15. března 1929. Stalo se tak pod vlivem úspěchu na mistrovství Evropy v ledním hokeji 1929, které českoslovenští reprezentanti vyhráli.
Stavba podle návrhu architekta Josefa Fuchse však započala až o rok a půl později. Chladírenské zařízení dodané Brněnskými strojírnami bylo údajně schopno za dvě hodiny vyrobit 4 cm silný led. Stavba pokračovala takovým tempem, že se zde již 17. ledna 1931 mohlo v provizorních podmínkách uskutečnit utkání LTC Praha s Manitoba University Graduates z Kanady, které skončilo 0:2. Již další den sehrála první mezistátní utkání proti Kanaďanům na tomto stadiónu též československá hokejová reprezentace.[zdroj?] Bezgólovou remízu přiblížil posluchačům u rozhlasových přijímačů Josef Laufer.[zdroj?] Stadion byl v tomto stavu v provozu tři měsíce s tím, že přes léto proběhne dostavba.[zdroj?]
Tu se však nepodařilo pro finanční náročnost v nastávající hospodářské krizi dokončit.[zdroj?] Původní investor nebyl schopen dostát svým závazkům[zdroj?] a magistrát musel přislíbit nízký roční nájem i úlevu na daních, aby stadión se všemi závazky převzala do nájmu firma Ing. Keclíka, která na něm původně prováděla pouze stavební práce.[zdroj?] Mistrovství Evropy v roce 1932 se zde přes nové započetí stavebních prací ovšem přesto konat nemohlo.[zdroj?] Stadión byl oficiálně otevřen až 6. listopadu 1932, kdy zde českoslovenští reprezentanti remizovali před 6 000 diváky s Francouzi 4:4.
Plocha stadiónu 90 na 34 m byla rozdělena na dvě části.[zdroj?] Pro hokejové zápasy byl určen prostor 60 na 30 metrů.[zdroj?] Na tribuny, z nichž některé byly i kryté a jiné dokonce pojízdné,[zdroj?] se mohlo vejít až 10 000 diváků, kteří měli k dispozici též kavárnu. Sportovci měli na stadiónu kromě skříněk také ohřívárnu a posilovnu.
Stadión postupně hostil čtyři mistrovství světa v ledním hokeji (1933, 1938, 1947 a 1959). Domácímu reprezentačnímu celku se na všech podařilo získat medaili. Zastřešen byl až v roce 1956 kvůli mistrovství Evropy v basketbalu žen. Projektantem zastřešení stadionu byl Ing. Josef Zeman. Na klubové úrovni stadion nejprve využíval především LTC Praha, ale v 50. letech sloužil pěti různým klubům. A právě výběr z pražských mužstev se zde 11. února 1955 střetl se švédským klubem Leksand IF poprvé před televizními kamerami. Konala se zde také Mistrovství Československa v krasobruslení v letech 1951–1976.
V roce 1968 byl stadión sice opraven, ale jeho jednotlivé části byly v dalších letech pro neudržitelný stav postupně uzavírány. Od roku 1998 bylo nájemcem stadiónu občanské sdružení APeX CLUB, které z vlastních zdrojů znovu zprovoznilo stadion, jenž byl dva roky mimo provoz. V roce 2000 byl stadion prohlášen kulturní památkou. Magistrát v roce 2001 podepsal smlouvu s firmou Meridianspa. Doba platnosti smlouvy byla 88 let. Stadión poškodila povodeň v roce 2002, a občanské sdružení APeX CLUB bez jakékoliv pomoci zvenčí podruhé obnovilo provoz, a to v rekordně krátkém čase dvou měsíců. V roce 2008 vypovědělo město nájemci smlouvu bez udání důvodu. Nájemce se sice soudně bránil, ovšem v roce 2011 soud platnost výpovědi potvrdil. Stadion, stále ještě v majetku MHMP, byl uzavřen a začal chátrat.
Koncem roku 2010 si magistrát od Technického a zkušebního ústavu nechal vypracovat posudek na stav budovy. Posudek doporučoval dvě možná řešení. Zbourat nebo opravit. Tehdejší vedoucí oddělení správy movitého majetku Tomáš Dolanský přiměl znalce posudek „aktualizovat, protože se změnily klimatické podmínky“. A když znalci vzali v úvahu „změnu klimatických podmínek“, zůstala jen jedna varianta. Demolice s tím, že podle aktualizovaného posudku hrozilo zřícení konstrukce jako celku a stavba bezprostředně ohrožovala zdraví a životy osob; proto byly stadion i jeho okolí dlouhodobě uzavřeny. 10. ledna 2011 vydal odbor výstavby a územního rozhodování Úřadu městské části Praha 7 rozhodnutí o nařízení vyklizení stavby a magistrát jakožto správce městského majetku téhož dne vydal firmě Liga-servis s.r.o. pokyn k zabezpečení objektu. 28. května 2011 začala demolice, která trvala přibližně 20 dnů.
Obecně prospěšná organizace Kverulant.org proti zbourání historického stadionu protestovala a tvrdila, že stadion byl do zanedbaného stavu uveden úmyslně, protože tehdejší radní pro majetek Alexandra Udženija byla údajně zkorumpovaná firmou Meridianspa, která na místě zbořeného stadionu chtěla postavit hotel.